# Pierre Bouchardon
Pour les articles homonymes, voir Bouchardon.
Pierre Bouchardon, né le 9 avril 1870 à Guéret et mort le 10 novembre 1950 à Paris 18e, est un magistrat français.

## Biographie

### Famille
Marie Pierre Gilbert Bouchardon, né le 9 avril 1870 à Guéret, est le fils de Jean-Baptiste Emmanuel Bouchardon, avocat à Guéret et d'Hélène, Marie Anne Florand. Marié à Blanche France Touvier, héritière des Cristalleries de Pantin, il est le père de deux enfants, André, Grand Officier de la Légion d'Honneur et Paulette. Il est le grand-père de l'industriel Michel Collas et l'arrière grand père de l'écrivain Philippe Collas.

## Carrière
Après avoir obtenu une licence en droit à Paris, il devient avocat en novembre 1892 près la Cour d'appel de Paris puis avocat près le tribunal civil de Guéret en décembre 1894, il devient juge suppléant au tribunal civil d'Aubusson en juin 1895 et effectuera ensuite toute sa carrière dans la magistrature. Il est ensuite affecté comme juge à Baume-les-Dames et Guéret en 1900, substitut à Cambrai en 1903, procureur de la République à Yvetot en 1905 et substitut à Rouen en 1906,. En 1908, il est nommé chef du bureau des affaires criminels au ministère de la Justice puis plus tard juge d'instruction auprès du tribunal de la Seine.

### Capitaine-rapporteur au3econseil de guerre pendant la Première guerre mondiale
Pendant la Première Guerre mondiale, il est mobilisé au 3e conseil de guerre avec le grade de capitaine-rapporteur. Il y instruit notamment les procès de Mata Hari, accusée d'espionnage au service de l'Allemagne, celui du journal Le Bonnet rouge accusé de défaitisme, celui de Paul Bolo, dit « Bolo Pacha », affairiste accusé d'avoir reçu de l'argent de l'Allemagne afin de corrompre les journaux français en y insérant des articles pacifistes et celui de l'homme politique Joseph Caillaux accusé de trahison et de complot contre la sûreté de l'État pour avoir échangé des lettres avec le directeur du Bonnet rouge et avec Paul Bolo,.
Joseph Caillaux le décrit alors comme « un nationaliste ardent qui croirait surtout servir son pays en faisant brûler tous ceux qui pensent autrement » alors que Clemenceau qui le surnomme « Le Grand Inquisiteur » déclare qu'il est un des hommes qui ont le plus contribué à la victoire française, par son habileté et son acharnement à lutter contre « l’ennemi de l’intérieur ».
Les affaires de trahison qu'il instruit alors le rendent célèbre pour avoir mené au poteau « les traîtres » de la Première Guerre,. Le capitaine Bouchardon occupe alors une place de tout premier plan. En novembre 1918, le journal L'Illustration publie sa photo en couverture à côté de celle du Maréchal Foch et de Clemenceau avec le titre : « Les Trois Hommes qui ont sauvé la France » .

### Sous le régime de Vichy
Contrairement à beaucoup de magistrats, Pierre Bouchardon ne prête pas serment de fidélité au maréchal Pétain le 2 septembre 1941. Il a eu la chance d'échapper au problème qui se posa alors à beaucoup car il avait alors tout juste pris sa retraite.

### Président de la commission d'instruction près de la Haute Cour de justice en 1944
En 1944, Pierre Bouchardon est rappelé à l'activité, à 74 ans, pour présider la commission d’instruction près de la Haute Cour de justice et instruit notamment dès le 30 avril 1945 le procès du maréchal Pétain puis celui de Pierre Laval et de Robert Brasillach. Le général de Gaulle lui avait proposé de présider la Cour de Cassation, mais Pierre Bouchardon refuse car son fils André, résistant déporté, est encore aux mains des Allemands. Pour le protéger, Bouchardon préfère rester dans l'ombre.
Nommé Président honoraire à la Cour de cassation, Pierre Bouchardon, meurt cinq ans plus tard le 10 novembre 1950 à Paris des suites d'une complication opératoire.

## Décoration
- Chevalier de la Légion d'honneur (1921)
- Commandeur de la Légion d'honneur (1947)

## Divers
Pierre Bouchardon apparaît sous les traits de Bernard Giraudeau dans le téléfilm écrit par son arrière-petit fils Philippe Collas, Mata Hari, la vraie histoire (2003), adapté de la biographie du même nom.
La principale salle d’audience du tribunal judiciaire de Guéret porte le nom de Pierre Bouchardon depuis le 8 septembre 2023.

## Publications
Il a écrit une soixantaine de livres sur les plus grandes affaires criminelles des XIXe et XXe siècles et a été membre de la Société des gens de lettres. Ses ouvrages sont des livres de références, d'autant plus que les dossiers de certaines affaires ont disparu dans les destructions de la Première Guerre.
- Le mystère du château de Chamblas, Albin Michel, 1922
- L’affaire Lafarge, Albin Michel, 1924
- L’auberge de Peyrebeille, suivi de La véridique histoire du roman de Stendhal le Rouge et le Noir, Albin Michel, 1924 (L’Affaire de l’Auberge Rouge)
- La Tuerie du pont d’Andert (1838), Perrin, 1924 (Affaire Peyrel, suivie de l’affaire Mont-Charmont)
- Le Crime du château de Bitremont, Albin Michel, 1925
- La fin tragique du Maréchal Ney, Librairie Hachette, 1925
- La Tragique histoire de l’instituteur Lesnier (1847-1855), Perrin 1925
- L’Assassinat de l’Archevêque, souvenirs inédits, Fayard, 1926
- Crimes d’autrefois I. Monsieur Lacenaire. II. Collignon. III. La Jacquerie de Buzançais. IV. Le Naufrage du Foederis-Arca. V. La Brinvilliers du XIXe siècle. VI. Le Promeneur du bois de Vincennes, Perrin, 1926
- L’Énigme du cimetière Saint-Aubin (Procès du frère Léotade), Albin Michel, 1926
- Le Magistrat, Hachette, 1926
- Le duel du chemin de la Favorite, Albin Michel, 1927
- L’Auberge de la Tête noire, suivi de: l’Homme à la lèvre boursouflée. Mon premier crime. La Bastide des trois vieillards, Perrin, 1928
- Célestine Doudet, institutrice, Albin Michel, 1928
- Les Dames de Jeufosse, Albin Michel, 1928
- Le docteur Couty de La Pommerais, Albin Michel, 1929
- Le Banquier de Pontoise et les Vrais Mystères de Paris, Éditions des Portiques, 1929
- Les Procès burlesques, Perrin, 1929
- Autres procès burlesques, Perrin, 1930
- Le Cocher de M. Armand ; Les Amours funestes d’Angélina, Éditions des Portiques, 1930
- L’enfant de la Villette, Éditions de la Nouvelle Revue-critique, 1930
- La Femme à l’ombrelle, Albin Michel, 1930
- L’abbé Delacollange, A. Lemerre, 1931
- Le Crime de Vouziers, Perrin, 1931
- Ravachol et Cie, Hachette, 1931
- L’homme aux oreilles percées, suivi de l’Assassinat de l’archevêque, Éditions de la Nouvelle revue critique, 1932
- Troppmann, Albin Michel, 1932
- La Faute de l’Abbé Auriol, Éditions de la Nouvelle revue critique, 1933
- La Malle mystérieuse. Affaire Eyraud, Gabrielle Bompard, Albin Michel, 1933
- L’affaire Pranzini, Albin Michel, 1934
- Un précurseur de Landru: L’horloger Pel, Arthaud, 1934
- L’assassin X, Affaire Prado, Albin Michel, 1935
- La dernière guillotinée, Éditions de la Nouvelle revue critique, 1935
- Dumollard, le tueur de bonnes, Albin Michel, 1936
- Hélène Jégado, l’empoisonneuse bretonne, Albin Michel, 1937
- Vacher l’éventreur, Albin Michel, 1939
- Le Puits du presbytère d’Entrammes, Albin Michel, 1942 (sur l’affaire de l’abbé Bruneau)
- Madame de Vaucrose, suivi de la Fragilité de l’aven, Albin Michel, 1947
- Souvenirs, Albin Michel, 1953
- Un drame de la Révolution en 1848, l’assassinat du général Bréa, Éditions L.E.P., 1959
- Le collectionneur ingénu, Éditions L.E.P., 1966